# 265
| [ Edytuj tabelę ] |                      |
| Cesarz Chin       | - 265 Sima Yan 290   |
| Władca Korei      | - 248 Chungch’ŏn 270 |
| Papież            | - 259 Dionizy 268    |
| Król Persji       | - 241 Szapur I 272   |
| Cesarz Rzymu      | - 253 Galien 268     |

Rok 265 / CCLXV
stulecia: II wiek ~
III wiek ~
IV wiek

lata: 255 «
260 «
261 «
262 «
263 «
264 «
265
» 266
» 267
» 268
» 269
» 270
» 275

## Wydarzenia
- Galien podjął nieudaną próbę przywrócenia władzy rzymskiej w Galii.
- Sima Yan opanował północne Chiny i założył dynastię Jin.

## Zmarli
- Ma Jun, chiński inżynier (data przybliżona; ur. ≈220).